# ليندساي هايوارد
ليندساي كاي هايوارد (بالإنجليزية: Lindsay Kay Hayward)‏ هي ممثلة ومصارعة أمريكية ولدت في يوم 28 يوليو 1987 في مدينة والنوت كريك في كاليفورنيا. دخلت المصارعة باسم إيزيس العملاقة وأليوسيا. حصلت على رقم قياسي في غينيس بكونها أطول ممثلة في العالم بطول 6 قدم و 9 انش أي حوالي 204 سم.

## روابط خارجية
- ليندساي هايوارد على موقع IMDb (الإنجليزية)
- ليندساي هايوارد على موقع ألو سيني (الفرنسية)
- ليندساي هايوارد على موقع كينوبويسك (الروسية)
- ليندساي هايوارد على موقع CageMatch worker (الإنجليزية)
- ليندساي هايوارد على موقع قاعدة بيانات المصارعة على الإنترنت (الإنجليزية)